# Arrondissement Kortrijk
Arrondissement Kortrijk (franska: Arrondissement de Courtrai, Courtrai, Arrondissement administratif de Courtrai) är ett arrondissement i Belgien.   Det ligger i provinsen Västflandern och regionen Flandern, i den västra delen av landet, 70 kilometer väster om huvudstaden Bryssel.
Trakten runt Arrondissement Kortrijk består till största delen av jordbruksmark. Runt Arrondissement Kortrijk är det tätbefolkat, med 286 invånare per kvadratkilometer.

## Kommuner
Följande kommuner ingår i arrondissementet;

- Anzegem
- Avelgem
- Kortrijk
- Deerlijk
- Harelbeke
- Kuurne
- Lendelede
- Menen
- Spiere-Helkijn
- Waregem
- Wevelgem
- Zwevegem